# Kuji-kiri

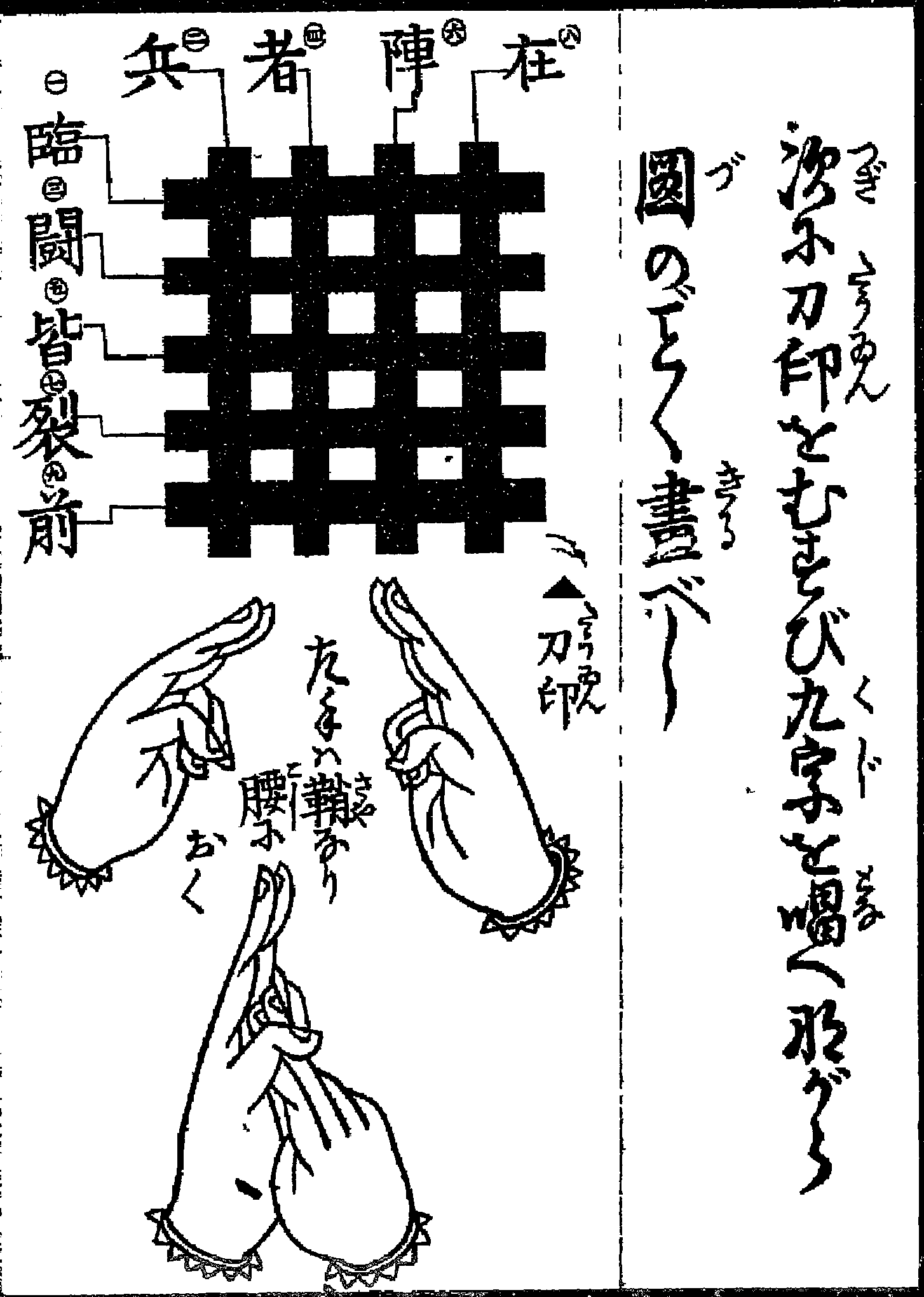
Ilustración de uno de los Kuji-Kiri.

Kuji-kiri (九字切り Kuji Kiri?, Nueve Cortes) es un ritual de gestos manuales utilizado en el budismo esotérico japonés, así como en el budismo Shingon y el Shugendo. También está presente en algunas escuelas de artes marciales tradicionales, contándose entre ellas el ninjutsu.

## Los Nueve Cortes
Todas las posiciones van en secuencia una después de otra sin separar las manos. Se inician con las palmas y los dedos pegados.
- Rin (臨): poder.
- Pyō (兵): energía.
- Tō (闘): armonía.
- Sha (者): curación.
- Kai (皆): intuición.
- Jin (陣): consciencia.
- Retsu (列): dimensión.
- Zai (在): creación.
- Zen (前): absoluto.

## Simbolismo religioso
El Kuji-in se crea con un gesto de ambas manos (la izquierda, Taizokai, posee una naturaleza receptiva, mientras que la derecha, Kongokai, posee una naturaleza emisora). El Kuji Kiri, cuando es realizado con la mano derecha, se usa para enfatizar el corte de la ignorancia del mundo sensorial a través de la espada de la sabiduría. De esta manera, de acuerdo con el budismo Shingon, uno puede crear una apertura en el mundo cotidiano que permite alcanzar varios estados de consciencia. Derivado del dualismo taoísta, Jaho puede ser visto como el Yin, y Kobudera como el Yang.